# Iimaな時間
iimaな時間は、2017年4月〜2018年3月末まで、毎週火曜20時〜（90分）LOVE FM transit radio TUE で放送されていたラジオ番組。
「"音楽と詩（ことば）の背景を探る"をテーマに、日常がちょっと違った景色に見えてくるようなiimaな時間をお届けします。」が番組冒頭の定型ナレーション。
DJはiimaの永山マキとイシイタカユキ。

## 番組内容
- イシイタカユキの火曜日のJAZZ - イシイタカユキが、おすすめのアーティストや楽曲を選び、それにまつわる歴史的文化的背景やエピソードと共に 曲をお届けするコーナー。
- 永山マキの透明な種 - 永山マキが日常を綴った自身のエッセイやリスナーからのエッセイ、または素敵な文章を紹介するコーナー。  オープニングNA「透明な種が、日常に落ちている。  雨の日も風の日もなんでもない日も  その時の自分を味わって過ごせば透明な種が見えてくる。  この時間は、私（永山マキ）がひろった透明な種を  音楽と共にお伝えしていきたいと思います。」
- BAR黒猫船 - ゲストの方に持参していただいた思い出の曲をかけながら音楽と仕事について等いろいろな話を聞くコーナー。 リスナーと一緒に新たな音楽の楽しみ方を発見することがねらいであった。